# شهریارک رنگارنگ
شهریارک رنگارنگ (نام علمی: Mayrornis versicolor) نام یک گونه از سرده مرغ مایر است.